# Biblia poznańska
Biblia poznańska – współczesny przekład Pisma Świętego na język polski wykonany z inicjatywy ks. prof. Aleksego Klawka, który w grudniu 1960 r. rozpoczął zbieranie zespołu redakcyjnego złożonego z biblistów związanych głównie z Uniwersytetem Jagiellońskim. Opracowaniem przekładu Starego Testamentu kierował ks. Michał Peter, zaś Nowego Testamentu – ks. Marian Wolniewicz. Pierwsze wydanie kompletnego przekładu ukazało się w 1975.
W ankiecie katolickich biblistów polskich z 1999 Biblia poznańska została uznana za najlepszy polski przekład Pisma Świętego.

## Charakterystyka
Tłumacze zdecydowali się na daleko posuniętą wierność wobec oryginału, dając jej pierwszeństwo przed pięknem języka polskiego. Dlatego – jak twierdzą – można Biblię poznańską traktować jako wydanie źródłowe. Dotyczy to przede wszystkim ksiąg Starego Testamentu. Tłumaczenie Nowego Testamentu, idąc za tradycją katolickiej translatoryki biblijnej (np. Biblia jerozolimska, Biblia Tysiąclecia) przedkłada wierność tradycji egzegetycznej nad szczegółowe odzwierciedlenie oryginału.
W wielu miejscach Biblia poznańska odchodzi od tradycji polskich przekładów Biblii, na przykład w błogosławieństwach, które zaczynają się od „szczęśliwi, którzy...”. Z drugiej strony tłumacze świadomie archaizują wiele miejsc, szczególnie tych, w których przemawia sam Bóg – po to, by w przekładzie pozostało coś z „sakralnego namaszczenia”, jakim tchnie Biblia w wersji Jakuba Wujka.
Według biblisty Janusza Frankowskiego Biblia poznańska jest bardzo nierówna (opinia dotyczyła pierwszego wydania), ma też tendencję do pedantyczności i przeinterpretowania. Jako przykład tej pedantyczności Frankowski przedstawia Pięcioksiąg i Listy do Koryntian. Biblista wyróżnił też jednak księgi dobrze przetłumaczone: Izajasza, Jeremiasza i Ewangelie. 
Komentarz odredakcyjny pisma „Znak” podkreślał uwspółcześnienie tekstu, choć też krytykował niezdecydowanie np. w tłumaczeniu modlitwy Ojcze nasz. Jedno z wezwań święć się imię Twoje zamieniono na niech Twoje imię będzie święte - co według autora było modernizacją zbyt powierzchowną i nadal mało zrozumiałą.
Układ graficzny przekładu jest współczesny, podobnie jak w literaturze pięknej wypowiedzi bohaterów są oddzielone od reszty narracji przy pomocy myślników i akapitów. Czyni to tekst bardziej przejrzystym i czytelnym, choć jak podkreśla krytyka - przede wszystkim bardziej zwyczajnym.
Spośród wszystkich przekładów Biblii o charakterze popularnym Biblia poznańska ma najbardziej obszerne komentarze i przypisy. Charakter komentarzy różni się jednak w poszczególnych księgach w zależności od osoby redaktora. Na przykład przypisy do Ewangelii (przygotowane przez ks. Mariana Wolniewicza) mają często charakter filologiczny i historyczny. Tymczasem przypisy do Dziejów Apostolskich (autorzy: bp Roman Andrzejewski, ks. Franciszek Jóźwiak) są prawie wyłącznie teologiczne.

## Źródła przekładu
- Stary Testament

Biblia Hebraica ed. R. Kittel, P. Kahle, A. Alt, O. Eissfeld, Stuttgart 1951
- Nowy Testament

The Greek New Testament ed. K. Aland, M. Black, B. M. Metzger, A. Wikgren, Stuttgart 1968
Teksty krytyczne, wykorzystane jako podstawa tłumaczenia ksiąg Starego Testamentu, były takie same jak te, na których oparli się tłumacze Biblii Tysiąclecia. W komentarzach można znaleźć jednak alternatywne warianty tekstu, w oparciu o inne manuskrypty. W komentarzach do Starego Testamentu wielokrotnie pojawiają się też nawiązania do rękopisów z Qumran.
Oprócz ksiąg wtórnokanonicznych Biblia Poznańska zawiera wtórnokanoniczne dodatki do Księgi Estery.

## Dodatkowe zastosowanie
Biblia poznańska nie stała się oficjalnym tłumaczeniem używanym w liturgii. Dzięki obszernym przypisom przydatna jest w studiach nad Pismem Świętym.
Od 2005 w Poznaniu odbywa się coroczny Maraton biblijny, który polega na czytaniu specjalnego wydania Biblii poznańskiej.

## Tłumacze poszczególnych ksiąg
- ks. Michał Peter: Rodzaju, Wyjścia, Kapłańska, Liczb, Powtórzonego Prawa
- o. Stanisław Stańczyk: Jozuego, 1 Kronik, 2 Kronik, Rut
- ks. Witold Gronkowski: Sędziów
- ks. Zbigniew Kaznowski: 1 Samuela, 2 Samuela
- ks. Józef Homerski: 1 Królewska, 2 Królewska, Ezechiela, Daniela
- ks. Jan Drozd: Ezdrasza, Nehemiasza, Tobita, Judyty, Estery, Przysłów, Pieśń nad pieśniami, Koheleta, Barucha
- ks. Władysław Smereka: 1 Machabejska, 2 Machabejska, Mądrości
- ks. Konrad Marklowski: Psalmy (1-100), Ozeasza, Joela, Amosa, Abdiasza, Jonasza, Micheasza, Nahuma, Habakuka, Sofoniasza, Aggeusza, Zachariasza, Malachiasza
- o. Michał Stolarczyk: Psalmy (101-150)
- ks. Stanisław Grzybek: Joba
- ks. Stanisław Potocki: Mądrość Syracha
- ks. Bernard Wodecki: Izajasza, Jeremiasza, Lamentacje, List Jakuba, 1. List Piotra, 2. List Piotra, List Judy
- ks. Marian Wolniewicz: Ewangelia według Mateusza, Ewangelia według Marka, Ewangelia według Łukasza, Ewangelia według Jana
- bp Roman Andrzejewski, ks. Franciszek Jóźwiak: Dzieje Apostolskie
- ks. Edward Szymanek: List do Rzymian, List do Galatów
- ks. Janusz Czerski: 1. List do Koryntian, 2. List do Koryntian
- ks. Jan Kanty Pytel: List do Efezjan, List do Filipian, List do Kolosan, List do Filemona
- o. Damian Szojda: 1. List do Tesaloniczan, 2. List do Tesaloniczan
- ks. Tadeusz Szczurek: 1. List do Tymoteusza, 2. List do Tymoteusza, List do Tytusa
- o. Józef Wiesław Rosłon: List do Hebrajczyków
- ks. Józef Kudasiewicz: 1. List Jana, 2. List Jana, 3. List Jana
- o. Augustyn Jankowski: Apokalipsa Jana

Podstawa: spis treści wydania trzeciego (1999).
Niektórzy tłumacze Biblii poznańskiej uczestniczyli wcześniej w projekcie tłumaczenia Biblii Tysiąclecia, byli to: Stanisław Stańczyk, Jan Drozd, Michał Peter, Marian Wolniewicz, Władysław Smereka, Augustyn Jankowski. W większości przypadków tłumaczyli oni jednak inne księgi niż w Biblii Tysiąclecia. Jedynie Apokalipsa przełożona została w obu edycjach przez Augustyna Jankowskiego i w obu ma podobne brzmienie (z dokładnością do poprawek edytorskich w kolejnych wydaniach).

## Wydania
Wydawcą Biblii poznańskiej jest Księgarnia Świętego Wojciecha.
Pierwsze wydania były trzytomowe:
1. Księgi historyczne ST
2. Księgi prorockie i mądrościowe ST
3. Nowy Testament

W nowych wydaniach tom drugi został rozbity na dwa osobne tomy.
Daty poszczególnych wydań:
1. 1973–1975
2. 1982
3. 1998–1999
4. 2004

W edycjach z 1998 i 2004 Biblia poznańska dostępna jest w kilku formatach: 
- wydanie pełne (4 tomy), z przypisami i obszernymi wprowadzeniami do ksiąg. Do niektórych wydań dodawany jest Nowy Testament na CD-ROM-ie;
- wydanie jednotomowe (również edycje pamiątkowe i bibliofilskie);
- wydanie przenośne, bez przypisów.